# Cesare Majoli
Cesare Majoli, al secolo Francesco Antonio Majoli (o Maioli) (Forlì, 1º marzo 1746 – Forlì, 11 gennaio 1823), è stato un presbitero e naturalista italiano.
Appartenente alla Congregazione dei Gerolimini, fu uno dei più illustri botanici dei suoi tempi, tanto che si poté parlare, per lui, di "prestigio raggiunto a livello mondiale": la sua opera omnia comprende 75 volumi di scritti, per un totale di circa 20.000 pagine, in larga parte inedite, e seimila tavole naturalistiche. Luigi Rava (1860 - 1938), che fu padre delle prime leggi di tutela dell'ambiente in Italia, lo definì "valente ingegno [...] uno dei più illustri botanici del XVIII secolo" e giudicava la sua opera, in particolare la Plantarum collectio iuxta Linnaeum sistema, un "prodigio vero di quell'età", dato che un'opera simile "appena si credeva possibile venti anni or sono e col soccorso di tutti i botanici d'Europa".
Allo scopo di meglio divulgare la cultura, il Majoli si assume anche il compito di promotore ed ordinatore della Biblioteca civica di Forlì.

## Biografia

### Formazione e prime attività
Nasce come Francesco Antonio Majoli (o Maioli) a Forlì da Giovanni e da Elisabetta Bartoletti, una famiglia della piccola borghesia artigianale, il 28 febbraio o il 1º marzo 1746. Dei sette figli della coppia sopravvivono, oltre lui, solo due sorelle. 
Dopo aver studiato presso i Gesuiti fino ai diciotto anni, nel 1765 entra nel convento di Urbino della Congregazione dei poveri eremiti di san Girolamo, detti anche Gerolimini, prendendo il nome di Cesare.
Studia a Roma ed a Ferrara, poi viene inviato a Bagnacavallo ed a Imola: qui, laureatosi, diviene lettore e maestro, tenendo lezioni di Teologia.
Tornato a Ferrara, dà inizio ad un corso di fisica sperimentale, che incontra un notevole successo.
Studia anche matematica, per poter comprendere le opere di Isaac Newton.
Convinto che il metodo scientifico si basi sull'osservazione e sulla sperimentazione, si dedica alla costruzione di vari strumenti e di diverse macchine. Apre anche una scuola di fisica.

### A Roma e a Napoli
Nel 1781 si trasferisce a Roma, nel convento di Sant'Onofrio, dove rimane per dieci anni. Ricopre importanti cariche: lettore di filosofia, lettore di teologia, priore.
I suoi interessi scientifici si incentrano sulla botanica, con vari studi di fitologia. Nel 1783 pubblica, infatti, il testo Dissertatio phitologica summatim exposita, seguita da tre Dissertazioni fitologiche. La sua fama è tale che viene chiamato il "padre delle belle arti".
Invitato a Napoli dalla regina Maria Carolina d'Asburgo-Lorena per occuparsi di studi relativi alla luce, dà alle stampe le Praelectiones phisico-mathematicae de luce (1785). Sempre a Napoli, entra in amicizia con il medico e naturalista Domenico Cirillo.

### Di nuovo a Forlì
Nel 1791 torna a Forlì, nel convento di San Michele; qui insegna geometria.
L'invasione francese porta alla soppressione del convento.
Poiché Forlì diventa capitale del nuovo Dipartimento del Rubicone, sono molte le possibilità di carriera per chi sia disposto a compiacere gli invasori francesi, ma Cesare Majoli, per lealtà verso il Papa, preferisce non conosce queste occasioni e conosce quindi anni difficili. Non cessa, però, i suoi studi.
La soppressione degli Ordini Religiosi lascia migliaia di volumi senza un proprietario: Cesare Majoli, stante anche la mancanza a Forlì di una ben organizzata biblioteca civica, avanza l'idea di raccogliere tali volumi per costituirne una. Riesce così ad impedire la dispersione totale del patrimonio librario conventuale. Riunisce e cataloga circa seimila volumi, lavorando a titolo volontario e gratuito.
Un grave problema alla vista ne interrompe temporaneamente l'attività: subisce due operazioni agli occhi, solo la seconda delle quali gli porta qualche beneficio. Può così proseguire i suoi studi.
Scrive un saggio di pedagogia, per dedicarsi poi alla sua opera più importante, a cui lavora per una ventina d'anni: la Plantarum collectio iuxta Linnaeum sistema.
Oltre alla botanica, i suoi interessi si estendono ai più diversi campi della biologia: entomologia, ittiologia, ornitologia, ecc.
Muore a Forlì l'11 gennaio 1823.
A suo ricordo, nel 1925, viene donato alla biblioteca di Forlì un suo busto, eseguito da Bernardino Boifava.
All'Istituto Nazionale della Grafica risultano presenti 15 sue matrici incise e 15 sue stampe di ambito botanico.

## Riconoscimenti
Il nome di Cesare Majoli compare nell'odonomastica di diverse città. Ad esempio:
- Forlì gli ha intestato una via del centro storico.
- Roma ha dedicato a Cesare Majoli una via nella zona tra Villa Borghese ed il parco di Villa Glori.

## Mostre
Nel 2010, viene dedicata a Cesare Majoli ed alla sua opera scientifico-artistica un'intera sezione della grande mostra Fiori. Natura e simbolo dal Seicento a Van Gogh, organizzata presso i Musei di San Domenico di Forlì.

## Opere
- Estratto dal Redattore del Rubicone portante l'elenco delle piante raccolte, classificate descritte e dipinte dal naturalista lettor Cesare Majoli ex-gerolimino forlivese, Dalla Stamperia dipartimentale, Forli, 1810[?]
- Decade di alberi curiosi ed eleganti piante delle Indie orientali, e dell'America ultimamente fatte già note dal celebre sig. dottore Giovanni Hill dall'Idioma inglese, ridotta all'italiana favella, col lasciare intatta la descrizione latina, e corredata di alquante note, In Roma nella stamperia Salomoni, 1786 (traduttore e incisore)
- Osservazioni fitologiche sopra alcune piante esotiche introdotte in Roma fatte nell'anno 1788. Dagli abati Filippo Luigi Gilii, e Gaspare Xuarez, Roma nella stamperia di Arcangelo Casaletti, 1789 (disegno e incisione delle tavole)
- Praelectiones Phisico-Mathematicae de Luce, Napoli 1783
- Angelo Turchini, Pesci dell'Adriatico tra scienza e arte. Le tavole della Ittiologia di Cesare Maioli (1746-1823), Società editrice Il ponte vecchio, Cesena, 2005